# 핫소스

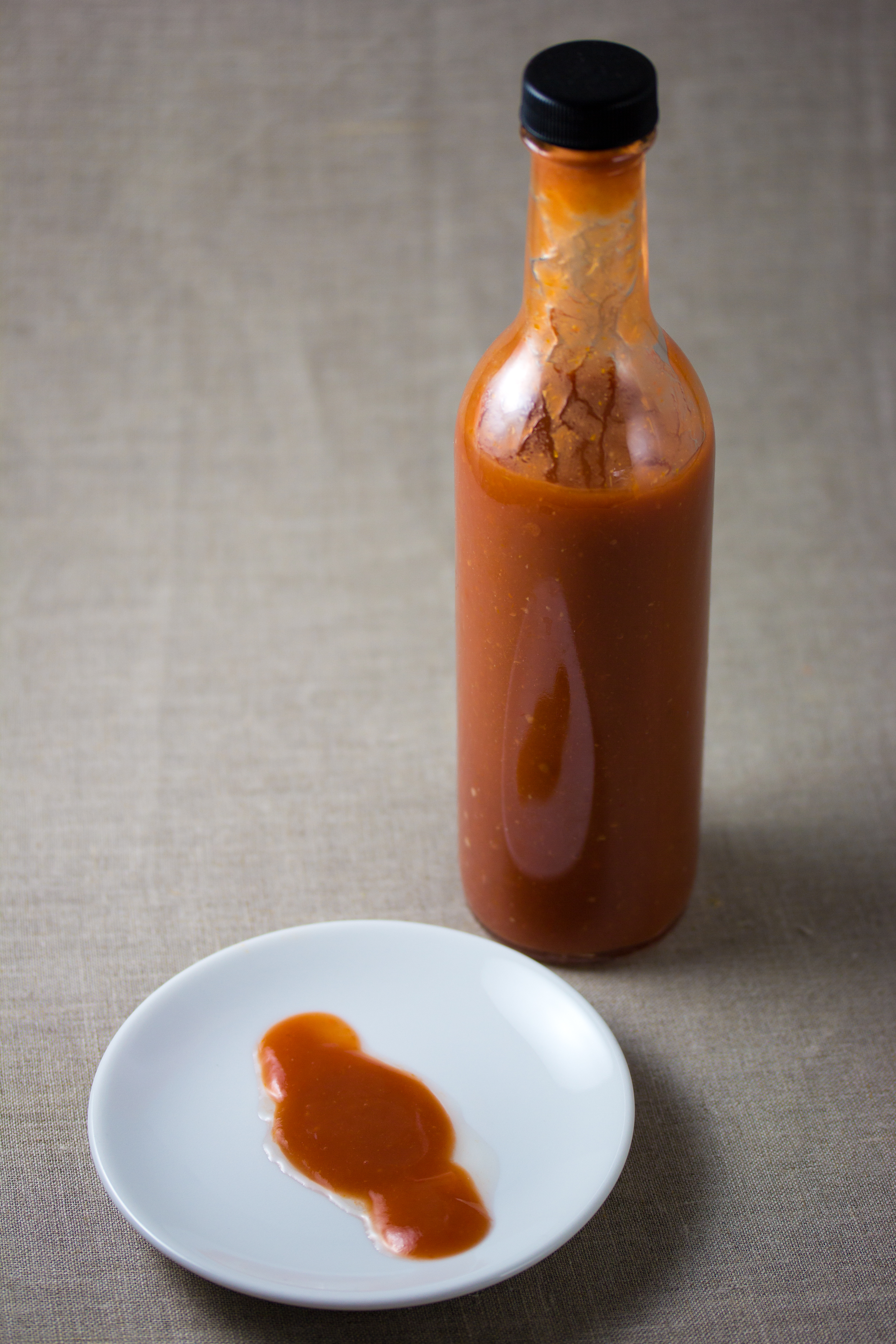
핫소스

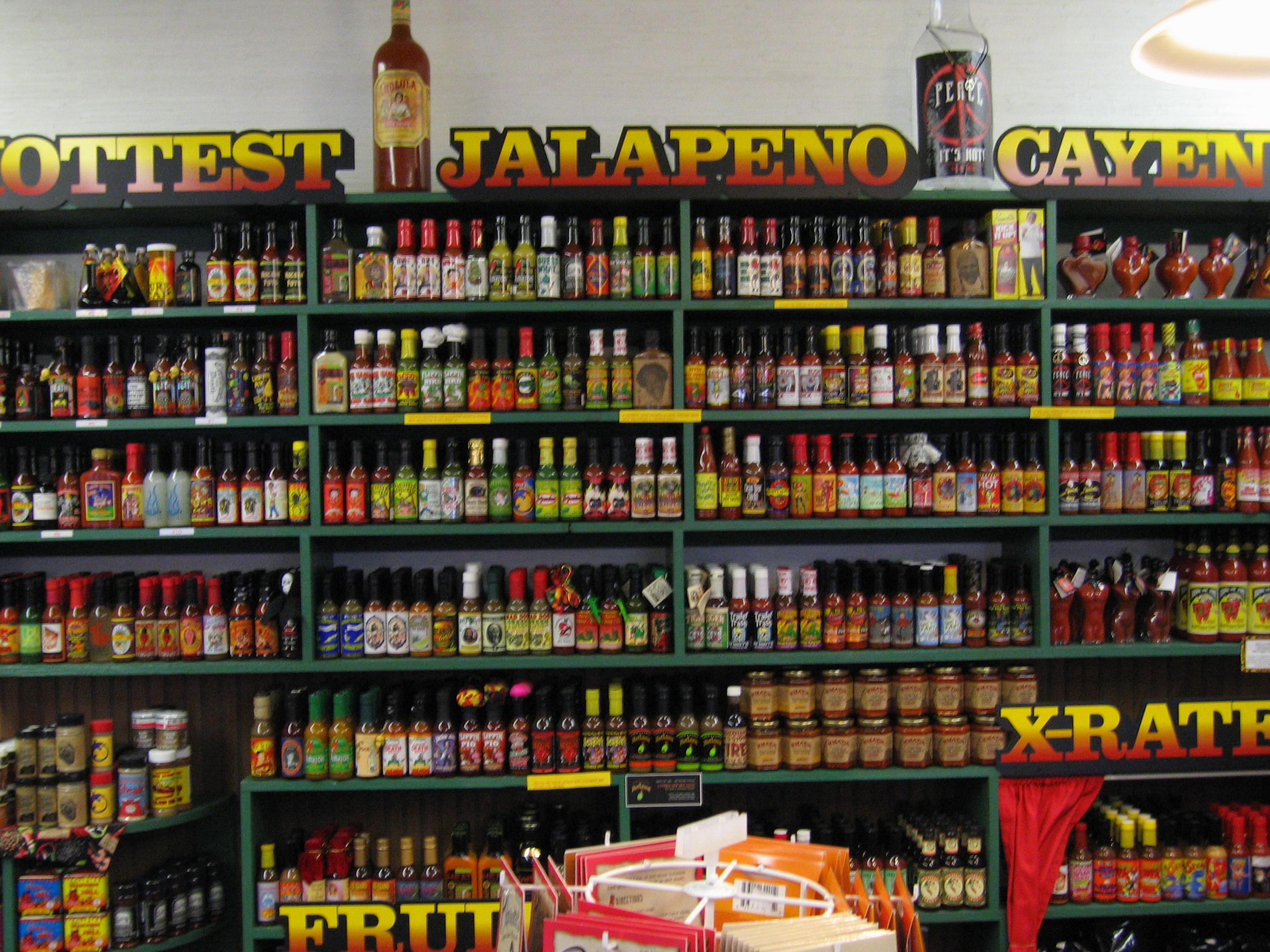
마트 진열대에 진열된 여러 가지 핫소스

핫소스(영어: hot sauce)는 매운 맛이 나는 고추 소스의 하나이다.

## 재료
핫소스에는 셀 수 없이 많은 요리법이 있지만 공통점은 고추를 넣는 것이다. 고추와 식초, 기름, 알코올을 과일이나 채소에 첨가해서 먹는 것이다. 화끈한 맛을 가미하기 위해서는 겨자과의 식물이나 캡사이신이 많은 재료를 첨가한다.
매운 맛이 나는 이유는 캡사이신 때문이다. 화끈한 맛은 혀조직이 자극을 받기 때문에 사는 것으로 실제적인 맛으로는 볼 수 없다.
핫소스의 매운 맛은 스코빌 지수로 측정할 수 있다. 과학적으로 가능한 정도는 16,000,000까지 가능하며 이는 캅사이신 순수 그대로의 농도이다. 타바스코 소스는 2,500-5,000까지 스코빌 지수가 나타난다.
측정하기 쉬운 방법은 재료를 보는 것이다. 재료 자체에 열이 많이 있어 그 맛을 배가하는 경우가 많기 때문이다.
핫소스가 전파된 이후, 유럽 전역에서 굴 요리에 필수적인 조미료로 여겨졌다. 

## 같이 보기
- 고추 식초
- 스코빌 척도
- 캡사이신